# Federazione di judo dell'Austria
La Federazione di judo dell'Austria (in tedesco Österreichischer Judoverband   abbreviata in ÖJV) è l'organo che governa il judo in Austria.
La ÖJV fa parte del International Judo Federation ed è membro della European Judo Union. Organizza le manifestazioni judoistiche locali. L'Associazione ha sede a Vienna .Il Presidente è Hans Paul Kutschera.